# Josef Felder

Josef Felder (um 1933)

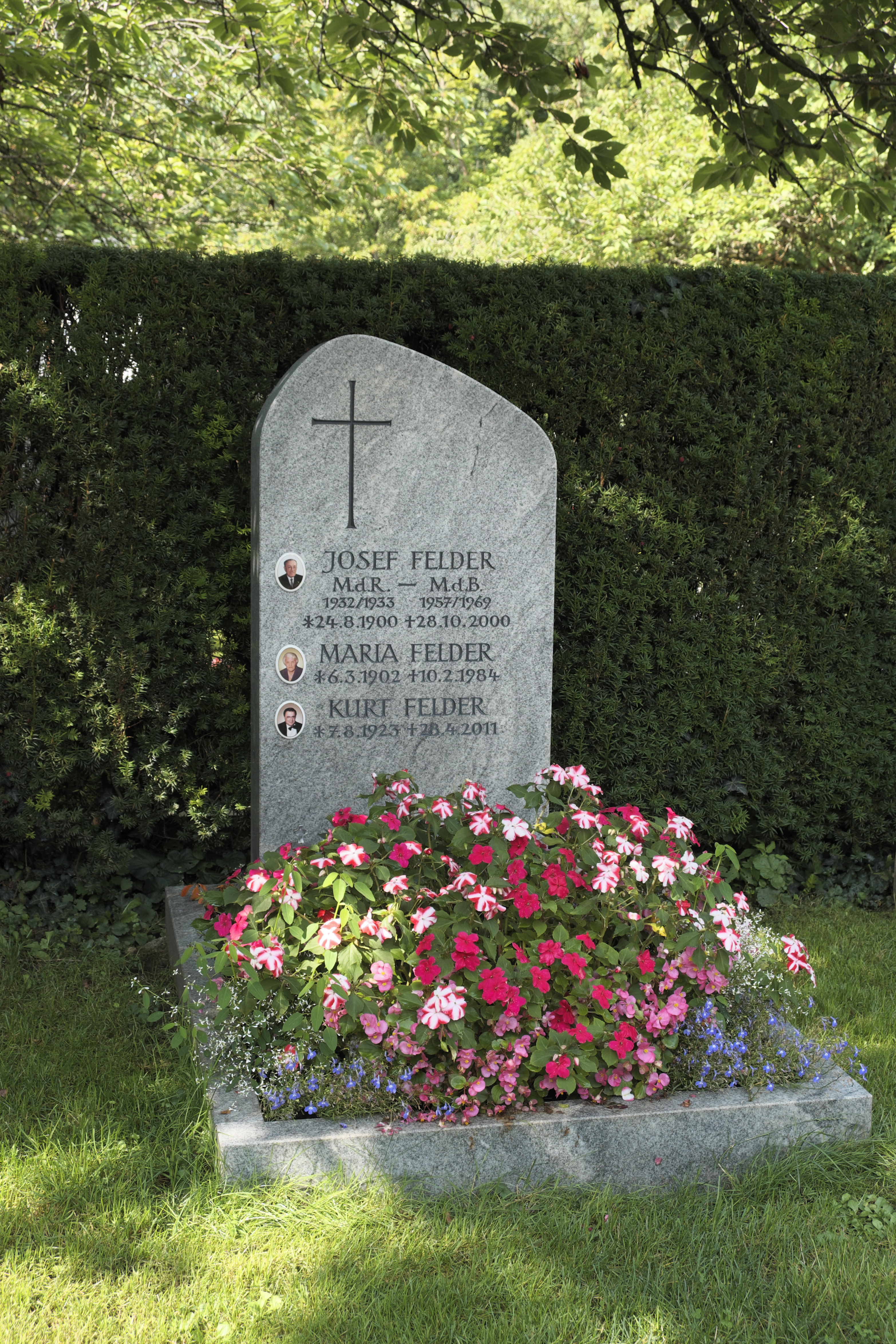
Grab der Familie Felder auf dem Friedhof in Untermenzing

Josef Felder (* 24. August 1900 in Augsburg; † 28. Oktober 2000 in München) war ein deutscher Widerstandskämpfer, Journalist und Politiker (SPD).

## Leben und Beruf
Josef Felder war das älteste von elf Kindern einer Augsburger Kaufmannsfamilie. Seine Eltern waren Josef und Therese Felder. Seine Mutter starb, als er sieben Jahre alt war. In den ersten Lebensjahren zog die Familie des Öfteren in Süddeutschland um. Nach dem Besuch von Volks- und Realschule – auf der Volksschule gehörte Julius Streicher zu seinen Lehrern – absolvierte er eine Ausbildung im grafischen Gewerbe. Anschließend arbeitete er zunächst in der Textilfabrik seines Vaters und von 1924 bis 1933 als Redakteur für die Schwäbische Volkszeitung. 1933 floh Felder zunächst nach Österreich und von dort nach der Dollfuß-Revolte weiter in die Tschechoslowakei. 1934 kehrte er illegal nach Deutschland zurück und wurde verhaftet. Bis 1936 war Felder im Konzentrationslager Dachau inhaftiert. Dort lernte er den späteren SPD-Vorsitzenden Kurt Schumacher kennen. Er arbeitete dann bis 1946 in der Textil- und Sportartikelfirma von Willy Bogner senior in München und Oberaudorf als Buchhalter. Bogner, der mit Felders Bruder gut bekannt war, hatte ihn „angefordert“, um ihn aus dem KZ herauszubekommen.
1946 wurde Felder Verleger und Chefredakteur des Südostkuriers in Bad Reichenhall. Von 1955 bis 1957 war er Chefredakteur der SPD-Zeitung Vorwärts.
Am 28. Oktober 2000 starb Josef Felder 100-jährig in München. Er war verheiratet und hatte zwei Kinder.

## Partei
Im Juli 1919 war Felder Gründungsmitglied der Ortsgruppe der USPD in Mindelheim. Als der Ortsverein sich jedoch 1920 für einen Anschluss an die Kommunistische Internationale entschied, wechselte er zur SPD. 1985 wurde er zum Ehrenvorsitzenden der bayerischen SPD gewählt.

## Abgeordneter
Ab 1930 war Felder Stadtrat in Augsburg, ab 1932 Abgeordneter im Reichstag. Felder war eines der 94 sozialdemokratischen Mitglieder des Reichstags, die 1933 gegen das Ermächtigungsgesetz der Nationalsozialisten stimmten. „Eine zynische Frechheit, uns überhaupt noch einzuladen“, meinte er und absolvierte die Fahrt nach Berlin, um dort über das Ermächtigungsgesetz abzustimmen. Er und seine SPD-Genossen waren da schon längst vogelfrei. Später im KZ Dachau erzählte ihm ein in Ungnade gefallener SA-Mann, dass es wohl „verbummelt“ worden sei, ihn bereits in Augsburg zu fassen. Josef Felder war der letzte lebende Reichstagsabgeordnete aus der Zeit der Weimarer Republik. Am 4. Oktober 1990 wohnte er der ersten Sitzung des gesamtdeutschen Bundestages im Reichstagsgebäude in Berlin als Ehrengast bei.
Felder war vom 15. Oktober 1957 bis 19. Oktober 1969 Abgeordneter der SPD im Deutschen Bundestag.

## Ehrungen und Benennungen
- Am 7. Dezember 1964 wurde Josef Felder der Bayerische Verdienstorden verliehen.
- 1983 wurde ihm der Gustav-Heinemann-Bürgerpreis überreicht.
- 1989 bekam Felder die Würde eines Akademischen Ehrenbürgers der Universität Augsburg.
- 1990 verlieh ihm die Landeshauptstadt München die Goldene Bürgermedaille.
- Am 31. Juli 1990 erhielt Felder das Große Verdienstkreuz mit Stern und Schulterband der Bundesrepublik Deutschland.
- 1992 wurde er mit dem „Lindauer Sozialistenhut“ des SPD-Kreisverbandes Lindau in Lindenberg ausgezeichnet.
- 1995 stiftete der SPD-Landesverband Bayern den „Josef-Felder-Preis für Gemeinwohl und Zivilcourage“.
- Mit Felder starb der letzte demokratische Abgeordnete des Reichstages. Aus diesem Grund ehrte die Bundesrepublik Deutschland ihn am 7. November 2000 mit einem Staatsakt.
- 2002 gab die Deutsche Post im Rahmen der Serie Aufrechte Demokraten eine Sonderbriefmarke mit dem Porträt Felders zum Nennwert von 56 Eurocent heraus.
- Am 1. Oktober 2009 beschloss die Landeshauptstadt München die Benennung der Nordumgehung Pasing (NUP) nach Felder.

## Veröffentlichungen
- Aufzeichnungen und Erinnerungen. In: Deutscher Bundestag (Hrsg.): Abgeordnete des Deutschen Bundestages. Aufzeichnungen und Erinnerungen. Band 1, Boldt, Boppard am Rhein 1982, Seiten 9 bis 78, ISBN 3-7646-1819-1.
- Warum ich nein sagte. Erinnerungen an ein langes Leben für die Politik. Autobiographie, Pendo Verlag, München/Zürich 2000, ISBN 3-85842-392-0.
- Klaus G. Saur: Felder, Josef. In: Karin Peter, Gabriele Bartelt-Kircher, Anita Schröder (Hrsg.): Zeitungen und andere Drucksachen. Die Bestände des Dortmunder Instituts für Zeitungsforschung als Quelle und Gegenstand der Forschung. Klartext-Verlag, Essen 2014, ISBN 978-3-8375-1015-7, S. 456f.